# UFC Fight Night: Smith vs. Spann
UFC Fight Night: Smith vs. Spann  (conosciuto anche come UFC Fight Night 192, oppure UFC on ESPN+ 50, o anche UFC Vegas 37) è stato un evento di arti marziali miste tenuto dalla Ultimate Fighting Championship il 18 settembre 2021 all'UFC APEX di Las Vegas, negli Stati Uniti.

## Risultati
|                  | Divisione             |                   |                 |                 | Metodo                                  | Round           | Tempo           | Premio          |
| Card Principale  | Card Principale       | Card Principale   | Card Principale | Card Principale | Card Principale                         | Card Principale | Card Principale | Card Principale |
| ---------------- | --------------------- | ----------------- | --------------- | --------------- | --------------------------------------- | --------------- | --------------- | --------------- |
|                  | Pesi mediomassimi     | Anthony Smith     | batte           | Ryan Spann      | Sottomissione (rear-naked choke)        | 1               | 3:47            | POTN            |
|                  | Pesi mediomassimi     | Ion Cuțelaba      | batte           | Devin Clark     | Decisione unanime (30–26, 29–26, 29–27) | 3               | 5:00            |                 |
|                  | Pesi mosca femminili  | Ariane Lipski     | batte           | Mandy Böhm      | Decisione unanime (30–27, 30–27, 30–27) | 3               | 5:00            |                 |
|                  | Pesi leggeri          | Arman Tsarukyan   | batte           | Christos Giagos | KO tecnico (pugni)                      | 1               | 2:09            | POTN            |
|                  | Pesi gallo            | Nate Maness       | batte           | Tony Gravely    | KO tecnico (pugni)                      | 2               | 2:10            | POTN            |
|                  | Pesi medi             | Joaquin Buckley   | batte           | Antônio Arroyo  | KO (pugni)                              | 3               | 2:26            | POTN            |
| Card Preliminare |                       |                   |                 |                 |                                         |                 |                 |                 |
|                  | Pesi mediomassimi     | Tafon Nchukwi     | batte           | Mike Rodríguez  | Decisione unanime (30–27, 30–27, 30–27) | 3               | 5:00            |                 |
|                  | Pesi gallo femminili  | Raquel Pennington | batte           | Pannie Kianzad  | Decisione unanime (29–28, 29–28, 29–28) | 3               | 5:00            |                 |
|                  | Catchweight (158 lbs) | Zhu Rong          | batte           | Brandon Jenkins | KO tecnico (pugni)                      | 3               | 4:35            |                 |
|                  | Pesi gallo            | Montel Jackson    | batte           | JP Buys         | Decisione unanime (30–27, 30–27, 30–27) | 3               | 5:00            |                 |
|                  | Pesi mosca femminili  | Erin Blanchfield  | batte           | Sarah Alpar     | Decisione unanime (30–25, 30–25, 30–26) | 3               | 5:00            |                 |
|                  | Pesi welter           | Carlston Harris   | batte           | Impa Kasanganay | KO tecnico (pugni)                      | 1               | 2:38            |                 |
|                  | Pesi gallo            | Gustavo Lopez     | vs              | Heili Alateng   | Pareggio unanime (28–28, 28–28, 28–28)  | 3               | 5:00            |                 |
|                  | Pesi mosca femminili  | Hannah Goldy      | batte           | Emily Whitmire  | Sottomissione (armbar)                  | 1               | 4:47            |                 |

## Premi
I lottatori premiati ricevettero un bonus di 50.000 dollari.
Legenda:
- FOTN: Fight of the Night (vengono premiati entrambi gli atleti per il miglior incontro dell'evento)
- POTN: Performance of the Night (viene premiato il vincitore per la migliore performance dell'evento)